# R.C. Gitsberg
R.C. Gitsberg, schuilnaam van Rodolf Michel Callewaert (Roeselare, 15 februari 1911 - Ieper, 7 maart 1992), was een Vlaamse leerkracht en schrijver.

## Levensloop
Rodolf Callewaert was een zoon van Edward Callewaert en Maria Speybrouck. Hij trouwde met Flore Declercq (1914-2004) en ze kregen een zoon. Hij werd onderwijzer en schoolhoofd in Gits.
Over een periode van vijftig jaar publiceerde hij jeugdromans, romans, historische studies, herinneringen en reisindrukken. In de gemeente Hooglede was hij een drijvende kracht voor culturele activiteiten.

## Publicaties
- Gevangen op het ijs, jeugdroman, 1933.
- De meesterdronk van Rothenburg, 1934.
- Twee pioniers van het eerste uur, over Jan-Frans Willems en Jan-Baptist David, 1946.
- Ons Sanctuarium, levensschetsen, 1957.
- De figuur van de onderwijzer en de onderwijzeres in de Zuidnederlandse literatuur, 1963.
- Het verschenen landgoed van de Stevenisten, naar de aantekeningen van een oud dagboek (1815-1863), roman, 1968.
- Mist en rode bladerval, roman, 1980.
- Normaalschoolherinneringen, in: Christene School, 16 afleveringen.
- Ontmoetingen aan de rand, in: Christene School, 14 afleveringen.
- Reisindrukken uit Marokko, in: Christene School.

## Eerbetoon
- In Gits is er een Rodolf Callewaertstraat.
- In 1972 werd hij lid van de vereniging 't Manneke uit de Mane.